# Bushi (catch)
Pour les articles homonymes, voir Bushi (homonymie).
Tetsuya Shimizu (清水 哲也, Shimizu Tetsuya) né le 5 avril 1983, est un catcheur japonais. Il travaille actuellement à la New Japan Pro Wrestling sous le nom de Bushi (ブシ).

## Carrière

### All Japan Pro Wrestling (2007–2008)
En février 2008, il participe en compagnie de Kushida, au U-30 Tag Team Tournament, un tournoi d'une nuit qui comporte les meilleurs jeunes lutteurs de la AJPW. Lors du premier tour, ils battent CJ Otis et Mototsugu Shimizu, Kaji Yamato et Taishi Takizawa lors du second tour et Daichi Kakimoto et Manabu Soya en finale pour remporter le tournoi.

### Excursion d' apprentissage au Mexique (2008-2010)
La tournée de Tetsuya Bushi au Mexique se termine en janvier 2010 lorsqu'il perd l'IWRG Intercontinental Lightweight Championship au profit de Dr. Cerebro. Après le match, Hijo del Diablo porte sur Bushi un Tombstone Piledriver, causant une blessure factice, ce qui justifie son absence.

### Retour à la All Japan Pro Wrestling (2010-2012)
Le 11 avril 2010, il perd contre Kaz Hayashi et ne remporte pas le AJPW World Junior Heavyweight Championship dans un match très serré, témoignant des améliorations qu'il avait faites au Mexique. Avec Super Crazy, il remporte l'AJPW Junior Tag League en 2010, en battant Hiroshi Yamato et Shūji Kondō en finale. Lors de NJPW/AJPW/NOAH All Together, lui, Hiroshi Yamato, Kōta Ibushi et Taiji Ishimori battent Kaz Hayashi, Ricky Marvin, Shūji Kondō et Tiger Mask. En août 2011, l'All Japan introduit un nouveau personnage: BLACK BUSHI, interprété par le catcheur canadien Adam Filangeri, qui entame une rivalité avec l'original BUSHI, imitant la célèbre rivalité entre Tiger Mask et Black Tiger.

### New Japan Pro Wrestling (2012–...)

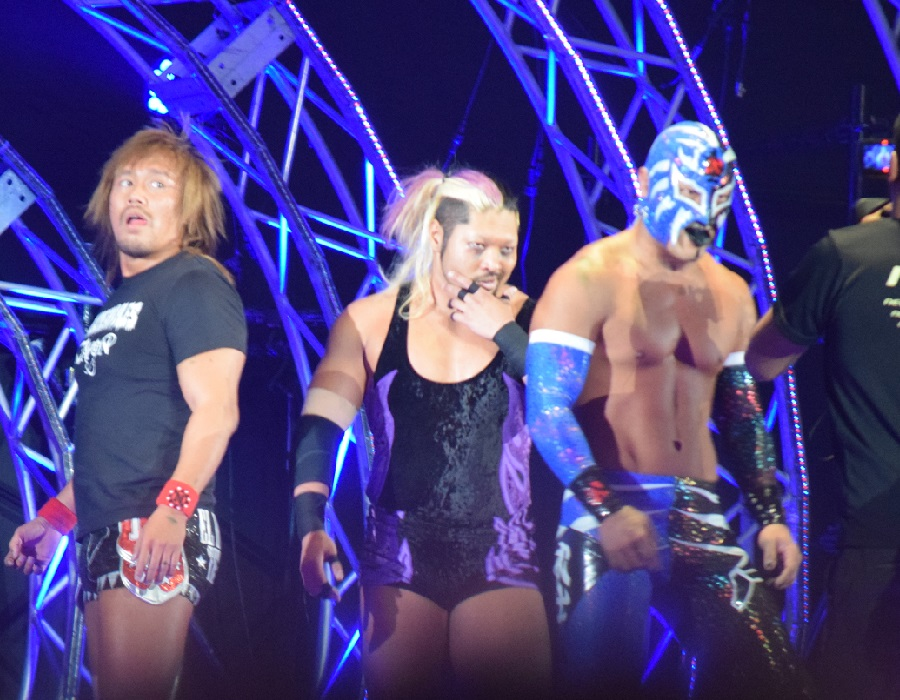
Bushi avec Los Ingobernables de Japón en Février 2016

Le 16 avril 2012, la New Japan Pro Wrestling annonce un accord avec l'AJPW, qui permettra à BUSHI de combattre dans les deux fédérations pendant une durée d'un an.
Lors de Dominion 6.16, lui, Kushida et Prince Devitt perdent contre Daisuke Sasaki, Kenny Omega et Kōta Ibushi.
Le 21 octobre, il participe en compagnie du lutteur mexicain Negro Casas au Super Jr. Tag Tournament 2012 en tant que "Grupo Cibernetico". Cependant, l'équipe a été éliminé du tournoi dès le premier tour par Suzuki-gun (Taichi et Taka Michinoku). Le 15 novembre, il participe au NEVER Openweight Championship Tournament, mais il a été éliminé par Kengo Mashimo dans son match de premier tour. Le 23 novembre, lui et Kōta Ibushi perdent contre Bullet Club (Doc Gallows et Karl Anderson). 
Du 30 mai au 6 juin, il participe au Best of the Super Juniors 2014 et termine le tournoi avec quatre victoires et trois défaites, mais n'a pas réussi à se qualifier pour la demi-finale en raison de sa défaite face à Ricochet le dernier jour,. Lors de King of Pro-Wrestling 2014, il perd contre Chase Owens et ne remporte pas le NWA World Junior Heavyweight Championship. Il participe ensuite en compagnie de Máscara Dorada au Super Jr. Tag Tournament 2014, mais l'équipe a été éliminé du tournoi dès le premier tour par reDRagon (Kyle O'Reilly et Bobby Fish).

#### Los Ingobernables de Japon (2015-...)
Son match retour est prévu pour le 16 août, 2015, mais le match a dû être reporté, après qu'il eut cassé le plancher de l'orbite de son œil droit pendant un entrainement. Le retour de Bushi a été reportée jusqu'au 21 novembre 2015. Cependant, le 20 novembre, New Japan a annoncé qu'ils avaient enlevé Bushi de son match de retour en raison de l'impossibilité d'entrer en contact avec lui. Cependant, le lendemain cela s'est révélé être un scénario comme Bushi accompagné Tetsuya Naitō et Evil pendant le match de ces derniers, rejoignant dans le processus le groupe Los Ingobernables de Japón. Le 9 décembre, il attaque Máscara Dorada après que ce dernier eut refusé de rejoindre Los Ingobernables, il lui arrache son masque et lui vole son CMLL World Welterweight Championship, réglant ainsi un futur match de championnat entre les deux. Le 19 décembre, il bat Máscara Dorada avec l'aide de Evil et remporte le CMLL World Welterweight Championship. Le 22 janvier 2016, lors de Fantastica Mania 2016, il perd le titre contre Máscara Dorada. Lors de The New Beginning in Niigata 2016, il perd contre Kushida et ne remporte pas le IWGP Junior Heavyweight Championship. Le 20 février, lui et Tetsuya Naitō perdent contre Kushida et Moose. Lors de Dominion 6.19 in Osaka-jo Hall, lui et Sanada perdent contre Chaos (Yoshi-Hashi et Tomohiro Ishii). Le 20 juillet, il entre dans le Super J-Cup 2016 Tournament, mais il se fait éliminer dans son match de premier tour par Yoshinobu Kanemaru. 

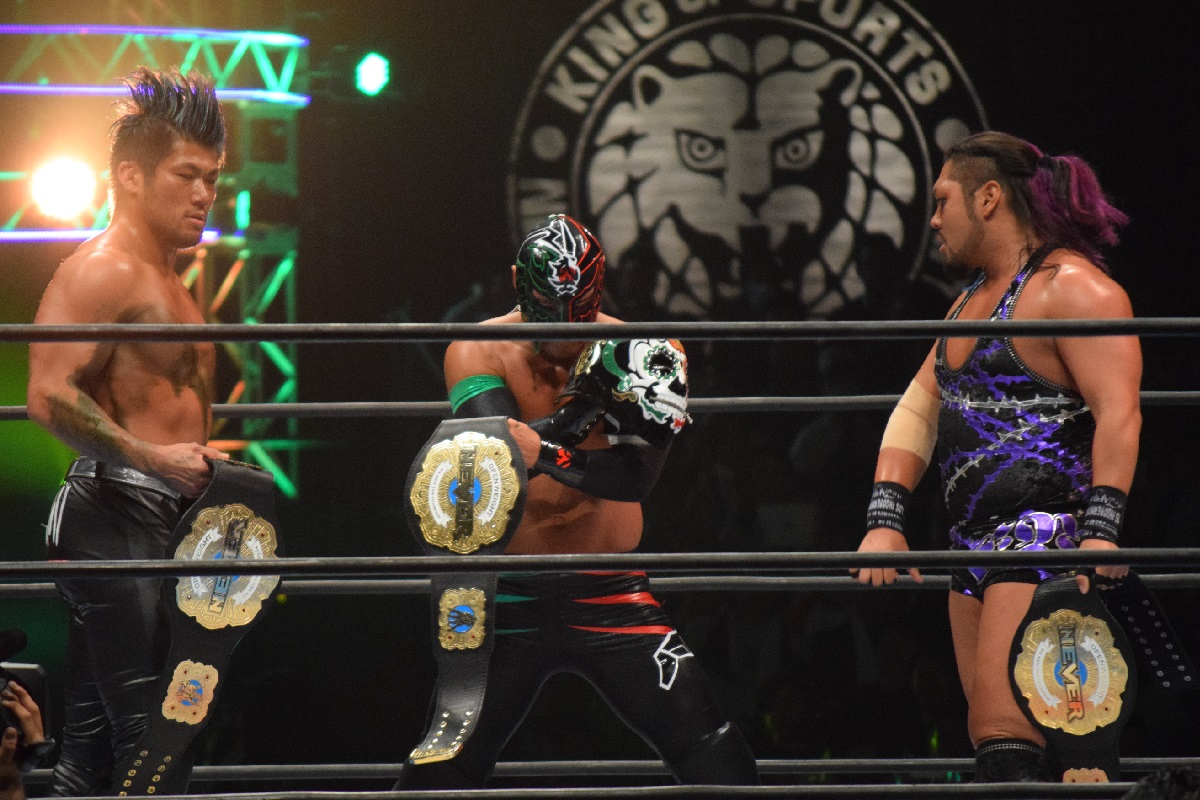
Bushi, Sanada et Evil en tant que NEVER Openweight 6-Man Tag Team Champions en février 2017

Lors de Destruction in Tokyo, il bat Kushida et remporte le IWGP Junior Heavyweight Championship. Lors de Power Struggle, il perd le titre contre Kushida. Lors de Wrestle Kingdom 11, lui, Evil et Sanada remportent les NEVER Openweight 6-Man Tag Team Championship dans un Gauntlet Match. Le lendemain, ils perdent les titres contre Hiroshi Tanahashi, Manabu Nakanishi et Ryusuke Taguchi. Lors de The New Beginning in Osaka, ils battent Hiroshi Tanahashi, Manabu Nakanishi et Ryusuke Taguchi et remportent les NEVER Openweight 6-Man Tag Team Championship pour la deuxième fois. Lors de la première journée de Honor Rising: Japan 2017, ils conservent leur titres contre Delirious, Jushin Thunder Liger et Tiger Mask. Le 4 avril, ils perdent les titres contre Hiroshi Tanahashi, Ricochet et Ryusuke Taguchi. Lors de Wrestling Dontaku 2017, ils battent Hiroshi Tanahashi, Ricochet et Ryusuke Taguchi et remportent les NEVER Openweight 6-Man Tag Team Championship pour la troisième fois. Lors de la deuxième nuit de la tournée War of the Worlds, ils perdent contre Bully Ray, Jay Briscoe et Mark Briscoe et ne remportent pas les ROH World Six-Man Tag Team Championship. Lors de Dominion 6.11, ils conservent leur titres dans un Gauntlet match contre Bullet Club (Yujiro Takahashi, Bad Luck Fale et Hangman Page), Chaos (Tomohiro Ishii, Toru Yano et Yoshi-Hashi), Suzuki-gun (Taichi, Yoshinobu Kanemaru et Zack Sabre, Jr.), et Taguchi Japan (Juice Robinson, Ricochet et Ryusuke Taguchi).
À la fin de l'année 2017, il commence à faire équipe régulièrement avec son coéquipier de Los Ingobernables de Japón, Hiromu Takahashi, dans la division par équipe junior de la NJPW. lui et Hiromu Takahashi participent ensuite au Super Jr. Tag Tournament 2017 ou ils battent Dragon Lee et Titán lors du premier tour. Le 30 octobre, ils perdent en demi finale contre les IWGP Junior Heavyweight Tag Team Champions Roppongi 3K (Sho et Yoh) et sont éliminés du tournoi.
Du 16 octobre au 3 novembre, il participe avec Shingo Takagi au Super Jr. Tag League (2018), où ils terminent la ronde avec 10 points (cinq victoires et deux défaites) se qualifiant donc pour la finale du tournoi. Lors de Power Struggle (2018), ils perdent en finale contre Roppongi 3K dans un Three Way Match qui comprenaient également Suzuki-gun (El Desperado et Yoshinobu Kanemaru) et ne remportent donc pas le tournoi[réf. nécessaire]. Lors de Wrestle Kingdom 13,  ils battent Roppongi 3K et Suzuki-gun (El Desperado et Yoshinobu Kanemaru) et remportent les IWGP Junior Heavyweight Tag Team Championship. Lors de The New Beginning In Sapporo 2019 - Tag 2, ils conservent leur titres contre Suzuki-gun (El Desperado et Yoshinobu Kanemaru). Lors de 47th Anniversary Show, ils perdent leur titres contre Roppongi 3K.
Lors de Wrestle Kingdom 14 - Tag 2, lui, Evil et Shingo Takagi remportent les NEVER Openweight 6-Man Tag Team Championship dans un Gauntlet Match. Le 6 février 2020, ils conservent les titres contre Chaos (Hirooki Goto, Robbie Eagles et Tomohiro Ishii).
En juin, il participe à la New Japan Cup 2020 où il bat au premier tour Yoh. Il se fait ensuite éliminer au second tour à la suite de sa défaite contre Yoshi-Hashi.

## Palmarès
- All Japan Pro Wrestling

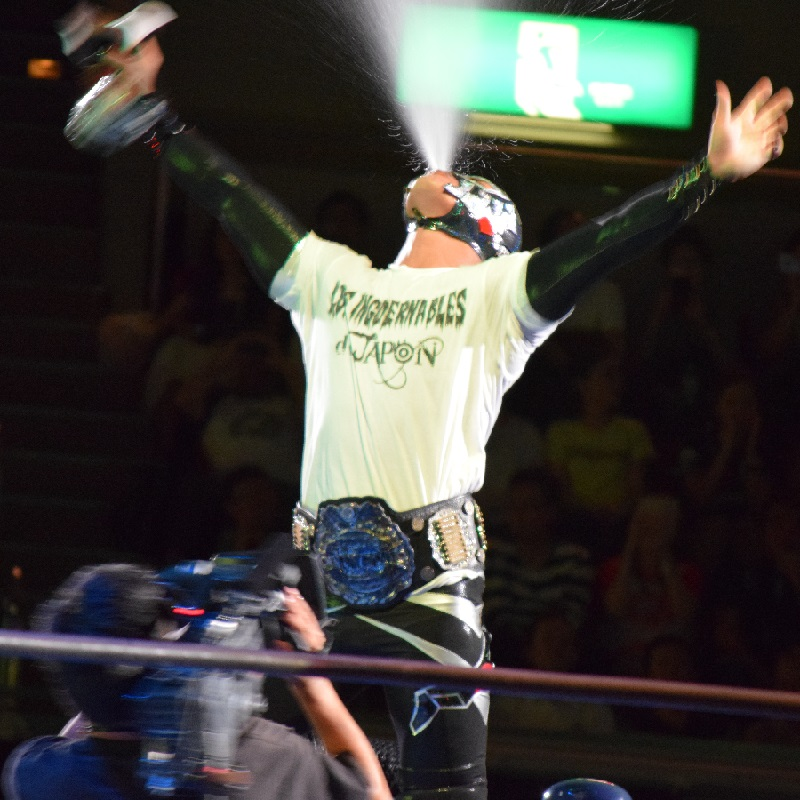
Bushi en tant que IWGP Junior Heavyweight Champion

  - AJPW Junior Tag League (2010) avec Super Crazy
  - AJPW U-30 Tag Team Tournament (2008) avec Kushida

- Consejo Mundial de Lucha Libre
  - 1 fois CMLL World Welterweight Championship

- International Wrestling Revolution Group
  - 2 fois IWRG Intercontinental Lightweight Championship

- New Japan Pro Wrestling
  - 1 fois IWGP Junior Heavyweight Championship
  - 1 fois IWGP Junior Heavyweight Tag Team Championship avec Shingo Takagi
  - 4 fois NEVER Openweight 6-Man Tag Team Championship avec Evil et Sanada (3), Evil et Shingo Takagi (1)

## Récompenses des magazines
- Pro Wrestling Illustrated

| Année | 2014 | 2015       | 2016 | 2017 |
| ----- | ---- | ---------- | ---- | ---- |
| Rang  | 271  | Non classé | 82   | 200  |